# The Game Awards 2022
The Game Awards 2022 fue una entrega de premios que galardonó a los mejores videojuegos de 2022. El evento fue presentado por Geoff Keighley, creador y productor de The Game Awards, y se celebró ante un público invitado en el Microsoft Theater de Los Ángeles el 8 de diciembre de 2022. La ceremonia previa fue presentada por Sydnee Goodman. El evento se retransmitió en directo a través de más de 40 plataformas digitales, junto con una experiencia IMAX adicional. Contó con actuaciones musicales de Halsey, Hozier y Bear McCreary, y presentaciones de invitados famosos, como Reggie Fils-Aimé, Al Pacino, Pedro Pascal, Bella Ramsey y Ken y Roberta Williams. La gala introdujo un nuevo premio a la mejor adaptación de videojuegos.
God of War: Ragnarök lideró el espectáculo con once nominaciones y seis premios, alzándose con el galardón a la Mejor Narrativa y al Mejor Juego de Acción/Aventura, así como a la Mejor Interpretación por la actuación de Christopher Judge como Kratos y a la Mejor Partitura y Música para el compositor McCreary. Elden Ring ganó el premio al Juego del año, a la Mejor Dirección de Juego y al Mejor Juego de Rol. Durante la gala se anunciaron varios juegos, como Crash Team Rumble, Death Stranding 2 y Hades II. El evento recibió la atención de los medios después de que un individuo se colara en el escenario y pronunciara un breve discurso hacia el final del evento. El espectáculo fue visto por más de 103 millones de streams, la mayor cifra de su historia hasta la fecha. Las críticas a la ceremonia fueron variadas, con elogios para los anuncios y los discursos, pero críticas dirigidas al énfasis en el marketing por encima de los premios y a la falta de representación de los juegos independientes.

## Antecedentes
Como en anteriores ediciones de The Game Awards, el presentador y productor de la edición de 2022 fue el periodista canadiense Geoff Keighley. Este volvió como productor ejecutivo junto a Kimmie Kim, y Richard Preuss y LeRoy Bennett regresaron como director y director creativo, respectivamente. Sydnee Goodman volvió como presentadora del preshow de 30 minutos, rebautizada como Acto de Apertura. La presentación tuvo lugar en el Microsoft Theater de Los Ángeles el 8 de diciembre de 2022 y se retransmitió en directo a través de más de 40 plataformas en línea y servicios de medios sociales, como Facebook, TikTok, Twitch, Twitter y YouTube, así como la introducción de Instagram Live en todo el mundo y asociarse con Tiki en la India. Por primera vez desde 2019 debido a la pandemia de COVID-19, el salón abrió su asistencia al público, permitiendo alrededor de 1 000 asistentes, aunque la asistencia total se limitó a un par de miles de personas para evitar más restricciones. Kim esperaba más invitados internacionales, sobre todo de Japón, debido a la facilidad de las restricciones de viaje. Las entradas para el público se pusieron a la venta el 1 de noviembre, aunque el programa sigue sujeto a cambios a la espera de que se modifiquen las directrices sanitarias y de seguridad debido a la COVID-19 en California.
Keighley quería que el espectáculo fuera más cinematográfico, se opta por una duración más corta que en años anteriores: unas 2,5 horas en respuesta a los comentarios de los telespectadores; consideró que éstos se habían cansado de los programas anteriores y trabajó para racionalizarlos recortando algunos contenidos. Keighley debatió sobre el equilibrio entre premios y anuncios, señalando que los miembros de la industria valoran en gran medida los primeros, mientras que alrededor del 75 % de la comunidad prefiere los segundos. El programa se asoció con IMAX para crear The Game Awards: The IMAX Experience, un evento comunitario en directo que permite la participación en todo el mundo y que presenta una secuencia de juego exclusiva del próximo juego Dead Space; se emitió en 40 localidades de Estados Unidos y Canadá, donde las entradas se pusieron a la venta el 16 de noviembre. Durante el programa, Valve regaló una Steam Deck cada minuto a los espectadores que cumplieran los requisitos de Steam en Canadá, la Unión Europea, Reino Unido y Estados Unidos. Los espectadores de Twitch que cumplían los requisitos recibían recompensas que les permitían canjear Rogue Legacy en Epic Games Store, y objetos del juego como una máscara de Keighley en Among Us, skins de Twitch emote en Cult of the Lamb y el disfraz de Kait Diaz en Fall Guys.
The Game Awards 2022 fue el tercer certamen en el que se presentó Future Class, una lista de 50 personas de toda la industria del videojuego que mejor representan su futuro; la iniciativa fue dirigida por su directora, Emily Bouchoc, y la responsable de comunicación interna, Jessie Kuse. En septiembre y octubre se aceptaron más de 2 500 candidaturas para la Clase Futura. y la lista se anunció el 5 de diciembre, con personas como la cofundadora de BURA, Camila Gormaz, la cofundadora de The Game Bakers, Audrey Leprince, y el presidente de Global Game Jam, Dr. JC Lau. La edición de 2022 añadió un premio a la Mejor Adaptación, que reconoce los medios adaptados a partir de videojuegos, incluidas películas, programas de televisión, novelas, cómics y podcasts. Keighley consideró que la popularización de las adaptaciones hizo que superaran el umbral mínimo de nominados y que ya era hora de homenajearlas. The Game Awards se asoció con Discord para presentar el premio al Mejor Apoyo de la Comunidad e introducir votaciones y eventos con invitados en el servidor Discord del programa.

### Anuncios
Keighley calcula que en el espectáculo participaron más de 50 partidos, de los cuales entre 30 y 40 son juegos anunciados que muestran nuevos contenidos. Durante el programa se presentó el primer clip de Super Mario Bros.: la película. También se anunciaron los próximos juegos:
- Among Us
- Baldur's Gate III
- Blood Bowl 3
- Blue Protocol
- Call of Duty: Modern Warfare II
- Colossal Cave 3D Adventure
- Company of Heroes 3
- Cyberpunk 2077
- Dead Cells
- Destiny 2: Lightfall
- Diablo IV
- Dune: Awakening
- Final Fantasy XVI
- Fire Emblem: Engage
- Forspoken
- Genshin Impact
- Horizon Call of the Mountain
- Horizon Forbidden West
- Meet Your Maker
- Nightingale
- Party Animals
- Replaced
- Returnal
- Rocket League
- Sky: Niños de la Luz
- Star Wars Jedi: Survivor
- Street Fighter 6
- Suicide Squad: Kill the Justice League
- Tekken 8
- The Last of Us Part I
- The Lords of the Fallen
- Vampire Survivors
- Viewfinder
- Warhammer 40,000: Space Marine 2
- Wild Hearts

Entre los nuevos juegos anunciados figuran:
- After Us
- Armored Core VI: Fires of Rubicon
- Banishers: Ghosts of New Eden
- Bayonetta Origins: Cereza and the Lost Demon
- Behemoth VR
- Crash Team Rumble
- Crime Boss: Rockay City
- Death Stranding 2
- Earthblade
- Hades II
- Hellboy Web of Wyrd
- Immortals of Aveum
- Judas
- Post Trauma
- Remnant 2
- Transformers Reactivate
- Valiant Hearts: Coming Home
- Wayfinder

Varios aficionados y periodistas expresaron su frustración por la falta de anuncios sobre Xbox durante el evento; Ryan McCaffrey de IGN lo calificó de «bofetada a los jugadores». Algunos teorizaron que la ausencia de la compañía podría deberse a que la Comisión Federal de Comercio anunció que intentaría bloquear la adquisición de Activision Blizzard por parte de Microsoft en la mañana de la feria, aunque los periodistas señalaron que probablemente no tuviera nada que ver. Aaron Greenberg, vicepresidente de Xbox Games Marketing, respondió a las quejas afirmando que la compañía tenía anuncios previstos para 2023.

### Interrupción del escenario
Tras el anuncio de Elden Ring como Juego del año, un hombre siguió a los desarrolladores al escenario y esperó mientras pronunciaban su discurso. La música comenzó a sonar tras el discurso del director Hidetaka Miyazaki, el individuo se acercó al micrófono y dijo «Quiero dar las gracias a todo el mundo y decir que creo que quiero nominar  [sic] este premio a mi Ortodoxa Reformada  [sic] rabino Bill Clinton  [sic]» con un marcado acento israelí. Durante el discurso de 13 segundos, The Washington Post observó a Keighley haciendo señas a la seguridad; seguridad escoltó al individuo fuera del escenario y Keighley terminó el espectáculo como estaba previsto. Minutos después, Keighley dijo que el individuo había sido detenido; el Departamento de Policía de Los Ángeles dijo más tarde que no se había efectuado ninguna detención, pero que el individuo había sido detenido e interrogados en el lugar de celebración por la policía y la seguridad del lugar antes de ser trasladados a una comisaría local. El acontecimiento recibió una atención inmediata por parte de los medios de comunicación y en las redes sociales; un modelo de Clinton fue modded en Elden Ring. Varios periodistas criticaron la emboscada y señalaron que suponía un peligro potencial para los promotores de Elden Ring y ensombrecía su premio. Los Game Awards eliminaron digitalmente al individuo al compartir una imagen del discurso de Miyazaki en Twitter.
Informes posteriores identificaron al individuo como un joven de 15 años que había premeditado la hazaña con sus amigos. Surgieron informes de que tenía antecedentes de haber expresado públicamente su apoyo a las protestas de Hong Kong en partidos de la NBA y en la BlizzCon de 2019 y que había aparecido dos veces en InfoWars, un programa de entrevistas estadounidense de extrema derecha, cuyo presentador Owen Shroyer lo describió como «una de las jóvenes estrellas del movimiento conservador». Durante estas apariciones hablaba sin acento. La aparición del individuo en InfoWars y su elección de calzado en The Game Awards —Adidas Yeezy de Kanye West, que recientemente había hecho múltiples declaraciones públicas antisemitas— dio lugar a especulaciones de que su interrupción estaba promoviendo tropos antisemitas. En entrevistas posteriores, se negó a romper el personaje, pero afirmó ser judío, dijo haber adquirido recientemente acento israelí, negó ser fan de InfoWars y discrepó de las opiniones políticas de West. Afirmó que su declaración «no pretendía ser un silbato para perros de conspiraciones de extrema derecha». Los periodistas lo describieron como «troll», «bromista» y «cagón»; Jason Schreier de Bloomberg News dijo que el individuo era «casi con toda seguridad un bromista judío», basándose en su comprensión del hebreo. Giovanni Colantonio de Digital Trends consideró el momento una representación poética del propio espectáculo: «un fan eclipsando a las personas a las que se suponía que estábamos celebrando». El incidente dio lugar a un aumento de la seguridad al año siguiente.

## Ganadores y nominados
Los nominados se anunciaron el 14 de noviembre de 2022. Todos los juegos lanzados al público antes del 18 de noviembre de 2022 podían optar a los premios. Los nominados fueron seleccionados por un jurado compuesto por miembros de más de 100 medios de comunicación de todo el mundo, incluidos jurados especializados en accesibilidad, adaptación y deportes electrónicos: 117 medios de comunicación para las candidaturas generales, 18 miembros del jurado para la accesibilidad y 16 para los deportes electrónicos. Los ganadores se determinaron entre el jurado (90 por ciento) y la votación del público (10 por ciento); esta última se realizó a través de la web oficial y el servidor Discord hasta el 7 de diciembre. Según Keighley, la votación del público en las primeras 24 horas aumentó un 42 % en comparación con The Game Awards 2021; en la primera semana se habían emitido 35 millones de votos, más del doble que en el mismo periodo del año anterior y superando el recuento total de las tres semanas de 2021. Cuando se cerraron las urnas, se habían presentado más de 55 millones de votos, lo que supone un aumento del 138 % respecto a 2021. Keighley consideró que la competencia era especialmente intensa entre los dos «juegos estrella», Elden Ring y God of War: Ragnarök. El discurso de aceptación de la mejor interpretación de Christopher Judge duró 7 minutos y 59 segundos, superando en dos minutos y medio el discurso más largo de los Oscar (establecido en 1943 por Greer Garson).
La excepción a los premios votados por el jurado es el Players' Voice, totalmente nominado y votado por el público; el ganador se determinó tras tres rondas de votación, que se celebraron del 28 de noviembre al 7 de diciembre. Las dos últimas rondas de votaciones del Players' Voice dieron lugar a acusaciones de soborno y bots, ya que algunos usuarios sospecharon que los jugadores de Genshin Impact votaban con la esperanza de recibir dinero del juego y sugirieron erróneamente que el juego había ofrecido algo a los jugadores que votaran por él, mientras que algunos jugadores de Genshin Impact acusaron a los fanáticos de Sonic Frontiers de utilizar bots para votar. Varios periodistas denunciaron la falta de pruebas creíbles de bots o sobornos, y Keighley creía que los bots no estaban implicados pero dijo que su equipo investigaría. El discurso en torno a la votación se volvió polémico, con fandoms atacándose entre sí y el subreddit r/SonicTheHedgehog restringiendo las publicaciones sobre el premio. Algunos usuarios informaron de que el sitio web sólo les permitía votar por Genshin Impact o Sonic Frontiers. Keighley se refirió en broma a las acusaciones de bots al coronar ganador a Genshin Impact durante el espectáculo. Mollie Taylor de PC Gamer se dio cuenta de que ambos bandos seguían enfrentados tras el evento. Genshin Impact distribuyó moneda del juego a todos los jugadores tras su victoria. Keighley dijo que el discurso reafirmaba la decisión del programa de evitar la votación totalmente pública para las categorías principales.

### Premios

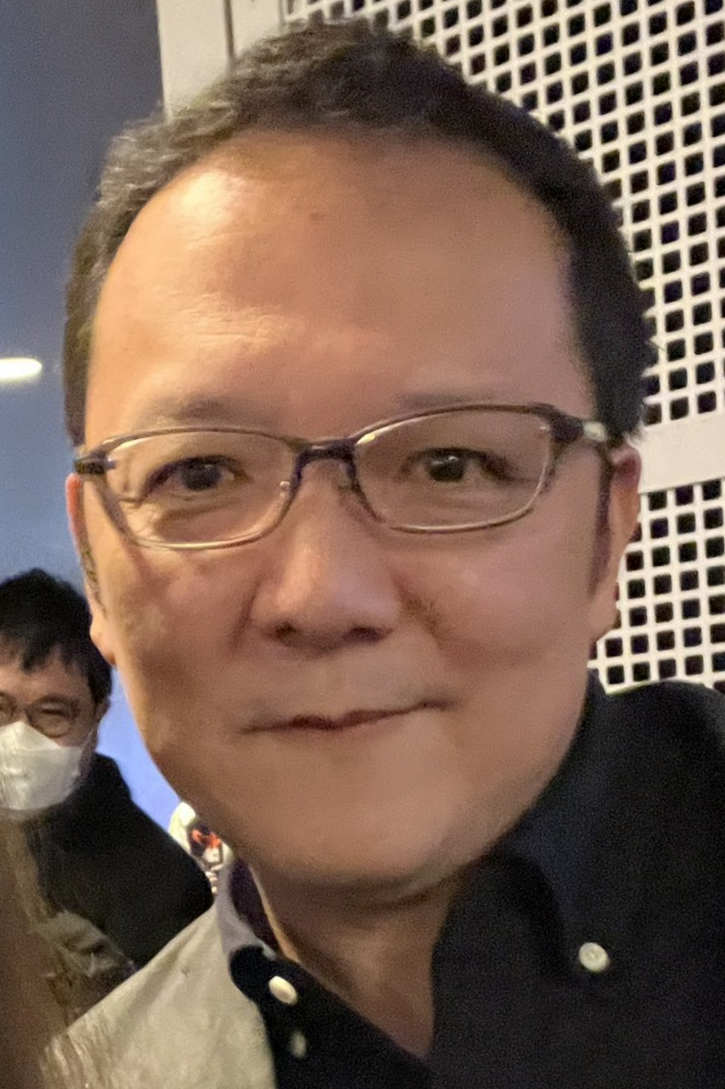
Hidetaka Miyazaki aceptó el premio al Juego del año y a la Mejor Dirección de Juego por Elden Ring.

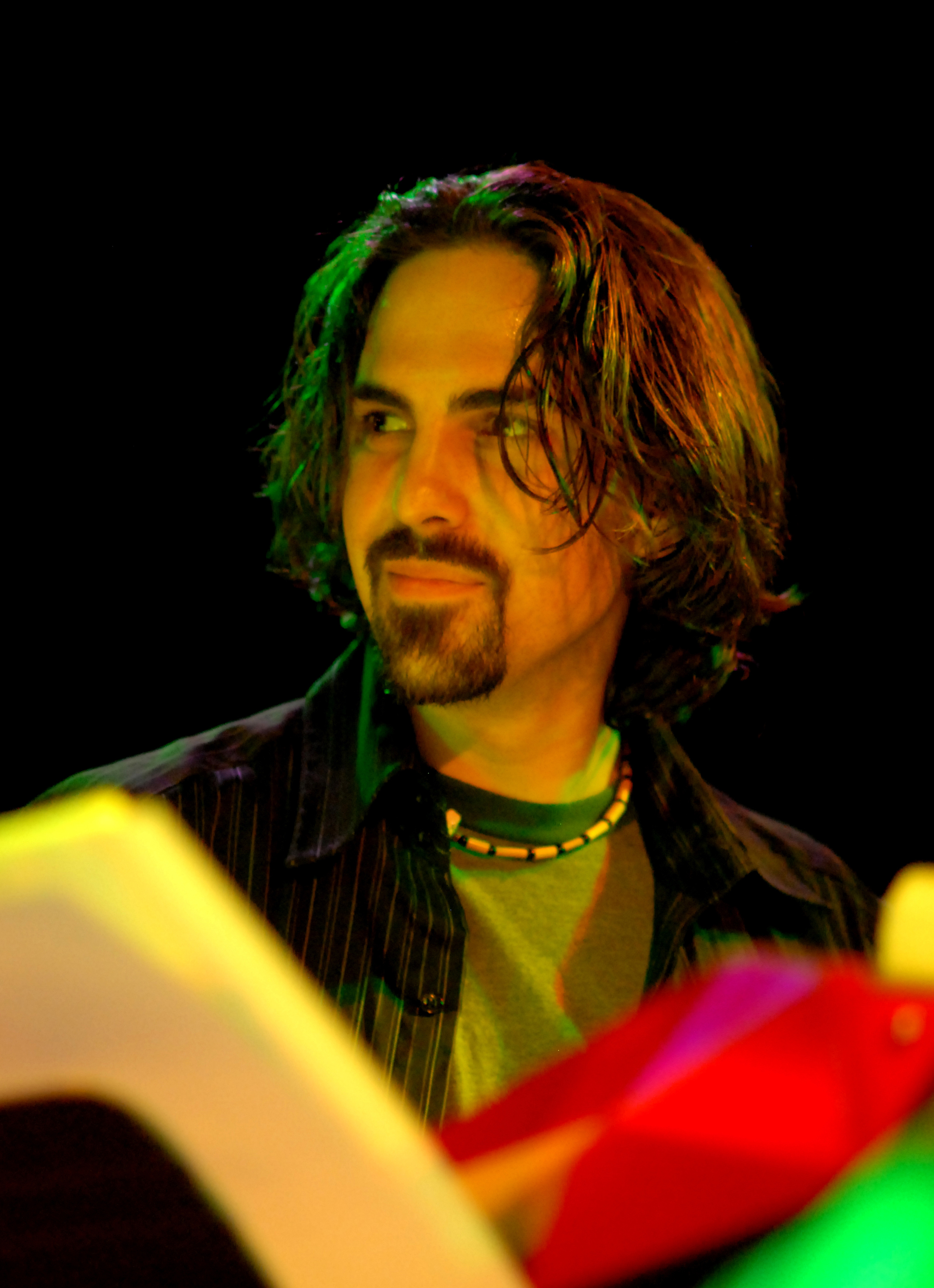
Bear McCreary ganó el premio a la mejor banda sonora y música por God of War: Ragnarök.

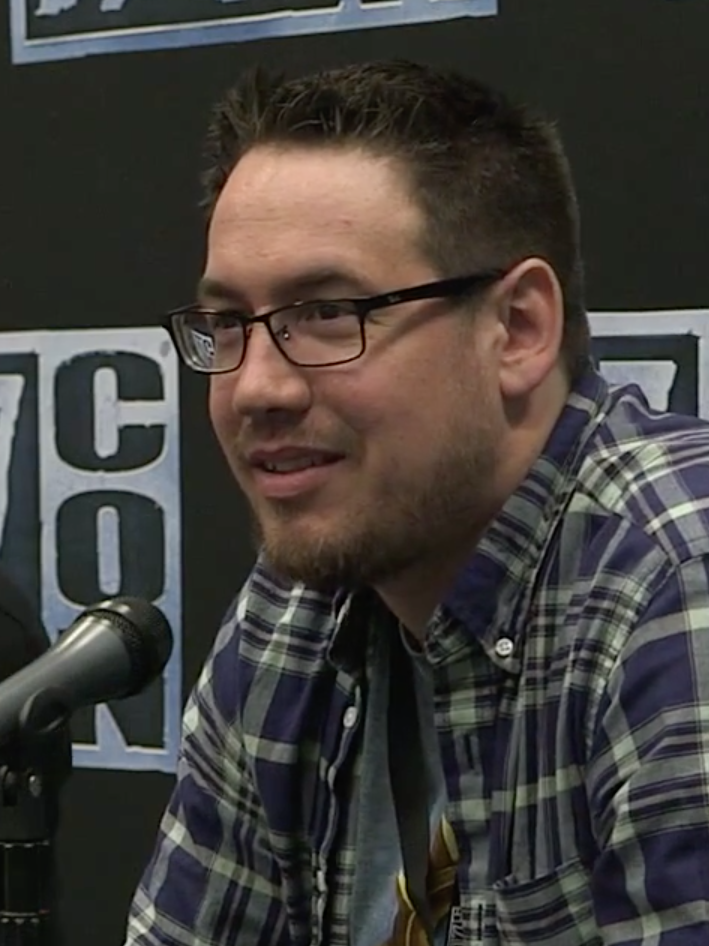
Christopher Judge ganó el premio a la mejor interpretación por su papel de Kratos en God of War: Ragnarök.

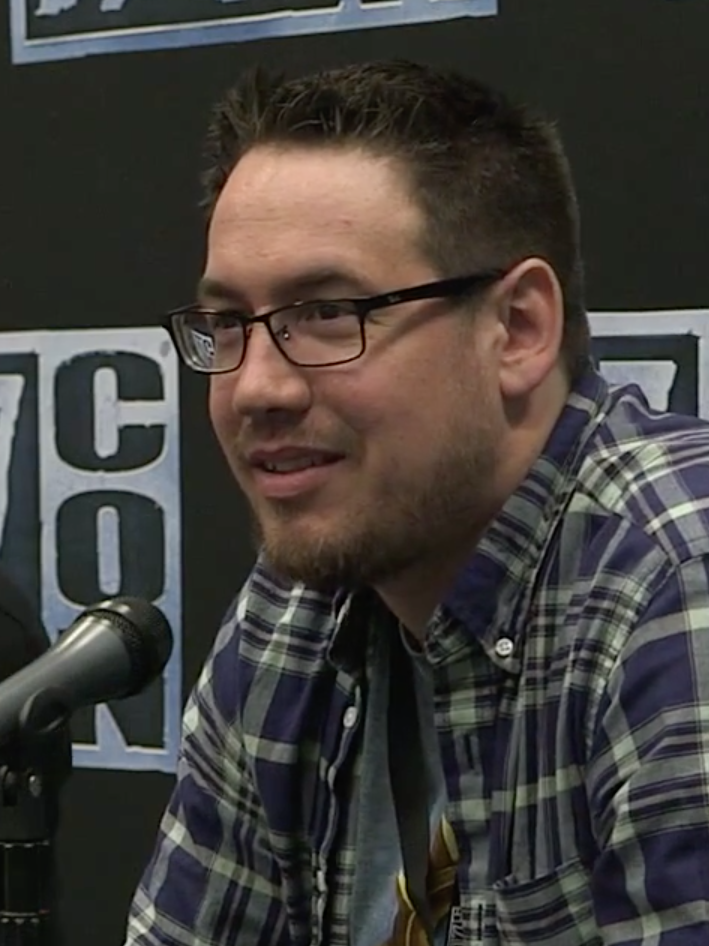
Ben Brode aceptó el premio al Mejor Juego para Móviles por Marvel Snap.

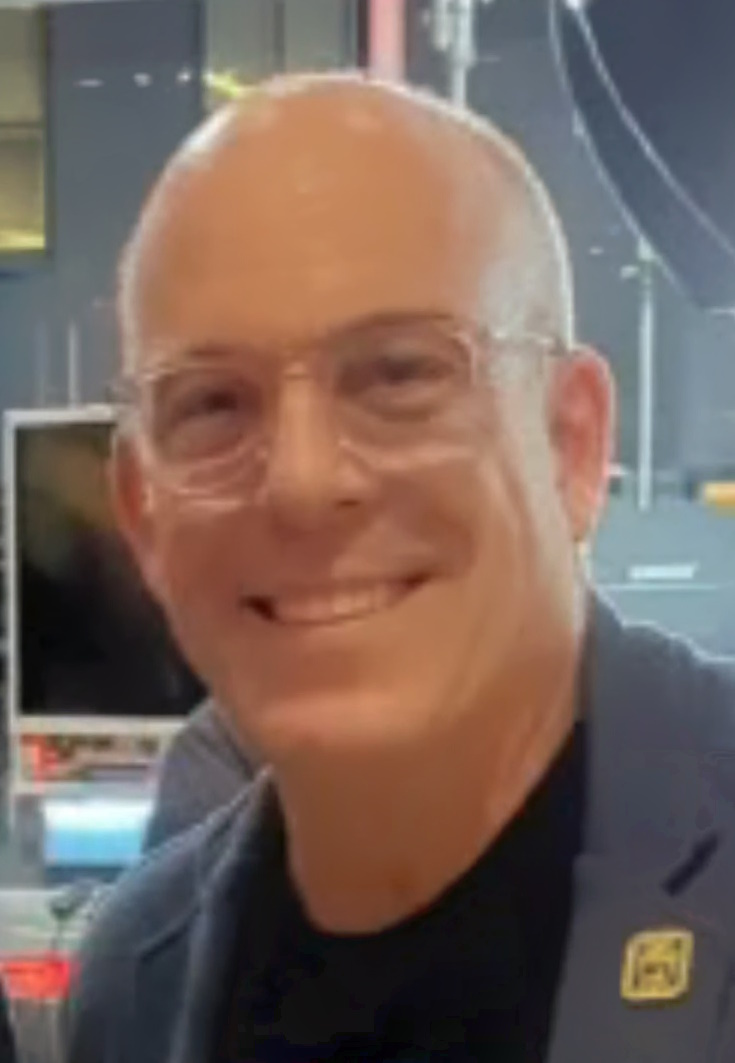
Doug Bowser aceptó el premio al mejor juego de acción por Bayonetta 3 y al mejor juego familiar por Kirby y la tierra olvidada.

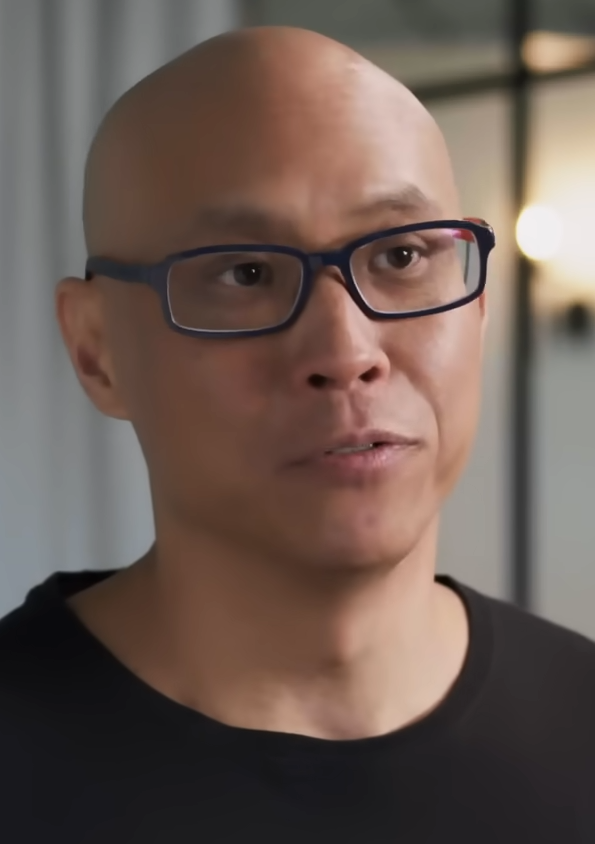
Tony Huynh aceptó el premio al mejor juego de lucha por MultiVersus.

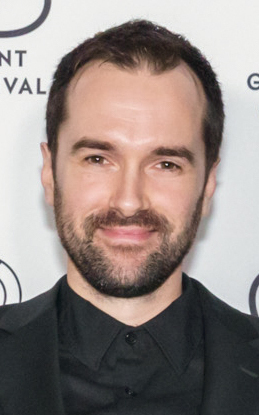
Swann Martin-Raget recibió el premio al mejor juego independiente debutante por Stray.

Los ganadores aparecen en primer lugar, resaltados en negrita e indicados con una doble daga (‡).

#### Videojuegos y medios de comunicación
| Juego del año | Mejor dirección de juego |
| --- | --- |
| - Elden Ring – FromSoftware / Bandai Namco Entertainment ‡ - A Plague Tale: Requiem – Asobo Studio / Focus Entertainment - God of War: Ragnarök – Santa Monica Studio / Sony Interactive Entertainment - Horizon Forbidden West – Guerrilla Games / Sony Interactive Entertainment - Stray – BlueTwelve Studio / Annapurna Interactive - Xenoblade Chronicles 3 – Monolith Soft / Nintendo | - Elden Ring – FromSoftware / Bandai Namco Entertainment ‡ - God of War: Ragnarök – Santa Monica Studio / Sony Interactive Entertainment - Horizon Forbidden West – Guerrilla Games / Sony Interactive Entertainment - Immortality – Sam Barlow / Half Mermaid Productions - Stray – BlueTwelve Studio / Annapurna Interactive                              |
| Mejor narrativa | Mejor dirección artística |
| - God of War: Ragnarök – Santa Monica Studio / Sony Interactive Entertainment ‡ - A Plague Tale: Requiem – Asobo Studio / Focus Entertainment - Elden Ring – FromSoftware / Bandai Namco Entertainment - Horizon Forbidden West – Guerrilla Games / Sony Interactive Entertainment - Immortality – Sam Barlow / Half Mermaid Productions | - Elden Ring – FromSoftware / Bandai Namco Entertainment ‡ - God of War: Ragnarök – Santa Monica Studio / Sony Interactive Entertainment - Horizon Forbidden West – Guerrilla Games / Sony Interactive Entertainment - Scorn – Ebb Software / Kepler Interactive - Stray – BlueTwelve Studio / Annapurna Interactive                                        |
| Mejor partitura y música | Mejor diseño de audio |
| - God of War: Ragnarök – Bear McCreary ‡ - A Plague Tale: Requiem – Olivier Deriviere - Elden Ring – Tsukasa Saitoh - Metal: Hellsinger – Two Feathers - Xenoblade Chronicles 3 – Yasunori Mitsuda | - God of War: Ragnarök – Santa Monica Studio / Sony Interactive Entertainment ‡ - Call of Duty: Modern Warfare II – Infinity Ward / Activision - Elden Ring – FromSoftware / Bandai Namco Entertainment - Gran Turismo 7 – Polyphony Digital / Sony Interactive Entertainment - Horizon Forbidden West – Guerrilla Games / Sony Interactive Entertainment   |
| Mejor rendimiento | Juegos de impacto |
| - Christopher Judge como Kratos – God of War: Ragnarök ‡ - Ashly Burch como Aloy – Horizon Forbidden West - Manon Gage como Marissa Marcel – Immortality - Charlotte McBurney como Amicia de Rune – A Plague Tale: Requiem - Sunny Suljic como Atreus – God of War: Ragnarök | - As Dusk Falls – Interior Night / Xbox Game Studios ‡ - A Memoir Blue – Cloisters Interactive / Annapurna Interactive - Citizen Sleeper – Jump Over the Age / Fellow Traveller - Endling: Extinction is Forever – Herobeat Studios / HandyGames - Hindsight – Joel McDonald / Annapurna Interactive - I Was a Teenage Exocolonist – Northway Games / Finji |
| Mejor juego en curso | Mejor juego independiente |
| - Final Fantasy XIV – Square Enix ‡ - Apex Legends – Respawn Entertainment / Electronic Arts - Destiny 2: The Witch Queen – Bungie - Fortnite – Epic Games - Genshin Impact – miHoYo | - Stray – BlueTwelve Studio / Annapurna Interactive ‡ - Cult of the Lamb – Massive Monster / Devolver Digital - Neon White – Angel Matrix / Annapurna Interactive - Sifu – Sloclap - Tunic – Andrew Shouldice / Finji |
| Mejor juego para móvil | Mejor apoyo comunitario |
| - Marvel Snap – Second Dinner / Nuverse ‡ - Apex Legends Mobile – Respawn Entertainment / Electronic Arts - Diablo Immortal – NetEase / Blizzard Entertainment - Genshin Impact – miHoYo - Tower of Fantasy – Hotta Studio / Level Infinite | - Final Fantasy XIV – Square Enix ‡ - Apex Legends – Respawn Entertainment / Electronic Arts - Destiny 2: The Witch Queen – Bungie - Fortnite – Epic Games - No Man's Sky – Hello Games |
| Mejor juego VR/AR | Innovación en accesibilidad |
| - Moss: Book II – Polyarc ‡ - After the Fall – Vertigo Games - Among Us VR – Innersloth - Bonelab – Stress Level Zero - Red Matter 2 – Vertical Robot | - God of War: Ragnarök – Santa Monica Studio / Sony Interactive Entertainment ‡ - As Dusk Falls – Interior Night / Xbox Game Studios - Return to Monkey Island – Terrible Toybox, Lucasfilm Games / Devolver Digital - The Last of Us Part I – Naughty Dog / Sony Interactive Entertainment - The Quarry – Supermassive Games / 2K                          |
| Mejor juego de acción | Mejor juego de acción y aventura |
| - Bayonetta 3 – PlatinumGames / Nintendo ‡ - Call of Duty: Modern Warfare II – Infinity Ward / Activision - Neon White – Angel Matrix / Annapurna Interactive - Sifu – Sloclap - Teenage Mutant Ninja Turtles: Shredder's Revenge – Tribute Games / Dotemu | - God of War: Ragnarök – Santa Monica Studio / Sony Interactive Entertainment ‡ - A Plague Tale: Requiem – Asobo Studio / Focus Entertainment - Horizon Forbidden West – Guerrilla Games / Sony Interactive Entertainment - Stray – BlueTwelve Studio / Annapurna Interactive - Tunic – Andrew Shouldice / Finji                                            |
| Mejor juego de rol | Mejor juego de lucha |
| - Elden Ring – FromSoftware / Bandai Namco Entertainment ‡ - Live A Live – Square Enix / Nintendo - Leyendas Pokémon: Arceus – Game Freak / The Pokémon Company, Nintendo - Triangle Strategy – Artdink / Square Enix - Xenoblade Chronicles 3 – Monolith Soft / Nintendo | - MultiVersus – Player First Games / Warner Bros. Interactive Entertainment ‡ - DNF Duel – Arc System Works, Eighting, Neople / Nexon - JoJo's Bizarre Adventure: All Star Battle R – CyberConnect2 / Bandai Namco Entertainment - The King of Fighters XV – SNK - Sifu – Sloclap                                                                           |
| Mejor juego familiar | Mejor juego deportivo/de carreras |
| - Kirby y la tierra olvidada – HAL Laboratory / Nintendo ‡ - Lego Star Wars: The Skywalker Saga – Traveller's Tales / Warner Bros. Interactive Entertainment - Mario + Rabbids Sparks of Hope – Ubisoft Milan, Ubisoft Paris / Ubisoft - Nintendo Switch Sports – Nintendo EPD / Nintendo - Splatoon 3 – Nintendo EPD / Nintendo | - Gran Turismo 7 – Polyphony Digital / Sony Interactive Entertainment ‡ - F1 22 – Codemasters / EA Sports - FIFA 23 – EA Vancouver, EA Romania / EA Sports - NBA 2K23 – Visual Concepts / 2K Sports - OlliOlli World – Roll7 / Private Division |
| Mejor primer juego independiente | Juego más esperado |
| - Stray – BlueTwelve Studio / Annapurna Interactive ‡ - Neon White – Angel Matrix / Annapurna Interactive - Norco – Geography of Robots / Raw Fury - Tunic – Andrew Shouldice / Finji - Vampire Survivors – Luca Galante | - The Legend of Zelda: Tears of the Kingdom – Nintendo EPD / Nintendo ‡ - Final Fantasy XVI – Square Enix Creative Business Unit III / Square Enix - Hogwarts Legacy – Avalanche Software / Warner Bros. Interactive Entertainment - Resident Evil 4 – Capcom - Starfield – Bethesda Game Studios / Bethesda Softworks                                      |
| Mejor adaptación | Players' Voice |
| - Arcane (serie de animación) – Fortiche, Riot Games / Netflix; basado en League of Legends de Riot Games ‡ - Cyberpunk: Edgerunners (serie de anime) – Studio Trigger, CD Projekt / Netflix; basado en Cyberpunk 2077 de CD Projekt - The Cuphead Show! (serie de animación) – Studio MDHR, King Features Syndicate / Netflix; basado en Cuphead de Studio MDHR - Sonic 2, la película (película) – Sega Sammy Group / Paramount Pictures; basado en Sonic the Hedgehog de Sega - Uncharted (película) – PlayStation Productions / Sony Pictures Releasing; basado en Uncharted de Sony Interactive Entertainment | - Genshin Impact – miHoYo ‡ - Elden Ring – FromSoftware / Bandai Namco Entertainment - God of War: Ragnarök – Santa Monica Studio / Sony Interactive Entertainment - Sonic Frontiers – Sonic Team / Sega - Stray – BlueTwelve Studio / Annapurna Interactive                                                                                                |

#### Deportes electrónicos y creadores
| Mejor juego de deportes electrónicos | Mejor deportista de deportes electrónicos |
| --- | --- |

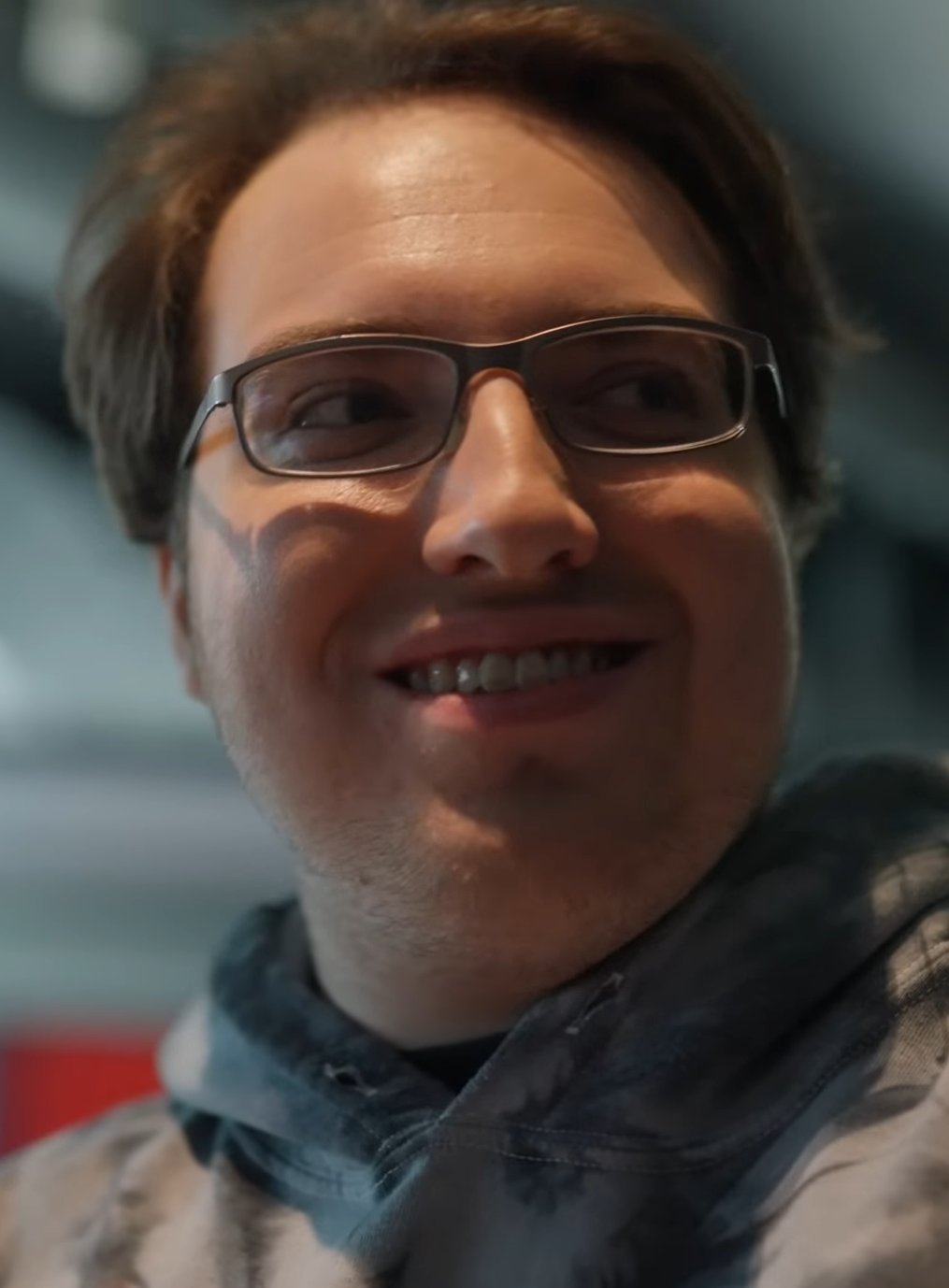
Jaccob «yay» Whiteaker ganó el premio al Mejor Atleta de Esports.

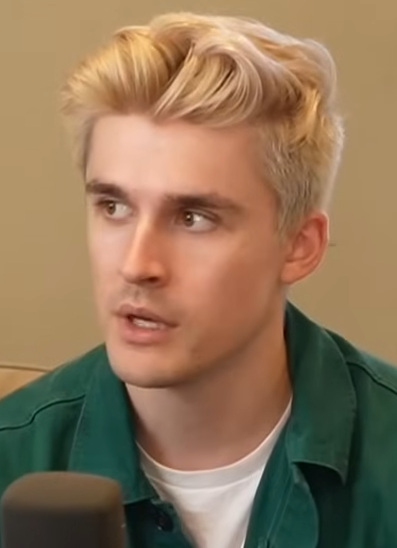
Ludwig Ahgren ganó el premio al Creador de Contenidos del Año.

| - Valorant – Riot Games ‡ - Counter-Strike: Global Offensive – Valve - Dota 2 – Valve - League of Legends – Riot Games - Rocket League – Psyonix                      | - Jaccob «yay» Whiteaker (OpTic Gaming, Valorant) ‡ - Jeong «Chovy» Ji-hoon (Gen.G, League of Legends) - Lee «Faker» Sang-hyeok (T1, League of Legends) - Finn «karrigan» Andersen (FaZe Clan, Counter-Strike: Global Offensive) - Oleksandr «s1mple» Kostyliev (Natus Vincere, Counter-Strike: Global Offensive) |
| Mejor equipo de deportes electrónicos | Mejor entrenador de deportes electrónicos |
| - LOUD (Valorant) ‡ - DarkZero Esports (Apex Legends) - FaZe Clan (Counter-Strike: Global Offensive) - Gen.G (League of Legends) - Los Angeles Thieves (Call of Duty) | - Matheus «bzkA» Tarasconi (LOUD, Valorant) ‡ - Andrii «B1ad3» Horodenskyi (Natus Vincere, Counter-Strike: Global Offensive) - Erik «d00mbr0s» Sandgren (FunPlus Phoenix, Valorant) - Robert «RobbaN» Dahlström (FaZe Clan, Counter-Strike: Global Offensive) - Go «Score» Dong-bin (Gen.G, League of Legends)    |
| Mejor evento de deportes electrónicos | Creador de contenidos del año |
| - Campeonato Mundial de League of Legends 2022 ‡ - Evo 2022 - PGL Major Antwerp 2022 - Mid-Season Invitational 2022 - 2022 Campeones de Valorant                      | - Ludwig Ahgren ‡ - Karl Jacobs - Nibellion - Nobru - QTCinderella |

### Juegos con múltiples nominaciones y premios

#### Varias nominaciones
God of War: Ragnarök lideró el programa con once nominaciones, empatando con el mayor número de la historia del programa. Le siguieron Elden Ring, con ocho, y Horizon Forbidden West y Stray, con siete. Sony Interactive Entertainment encabezó la lista de editores con 21 nominaciones, seguida de Annapurna Interactive, con 12, y Nintendo, con 11. Además de los editores de videojuegos, Netflix recibió tres nominaciones por sus producciones televisivas en la categoría de mejor adaptación.
| Candidaturas | Juego                                            |
| ------------ | ------------------------------------------------ |
| 11           | God of War: Ragnarök                             |
| 8            | Elden Ring                                       |
| 7            | Horizon Forbidden West                           |
| 7            | Stray                                            |
| 5            | A Plague Tale: Requiem                           |
| 3            | Apex Legends                                     |
| 3            | Call of Duty: Modern Warfare II                  |
| 3            | Genshin Impact                                   |
| 3            | Immortality                                      |
| 3            | Neon White                                       |
| 3            | Sifu                                             |
| 3            | Tunic                                            |
| 3            | Xenoblade Chronicles 3                           |
| 2            | As Dusk Falls                                    |
| 2            | Destiny 2: The Witch Queen                       |
| 2            | Final Fantasy XIV                                |
| 2            | Fortnite                                         |
| 2            | Gran Turismo 7                                   |
| 2            | Mario + Rabbids Sparks of Hope                   |
| 2            | MultiVersus                                      |
| 2            | Splatoon 3                                       |
| 2            | Teenage Mutant Ninja Turtles: Shredder's Revenge |

| Candidaturas | Editor                                 |
| ------------ | -------------------------------------- |
| 21           | Sony Interactive Entertainment         |
| 12           | Annapurna Interactive                  |
| 11           | Nintendo                               |
| 9            | Bandai Namco Entertainment             |
| 6            | Square Enix                            |
| 5            | Electronic Arts                        |
| 5            | Focus Entertainment                    |
| 4            | Finji                                  |
| 4            | Warner Bros. Interactive Entertainment |
| 3            | Activision                             |
| 3            | Half Mermaid Productions               |
| 3            | miHoYo                                 |
| 3            | Sega                                   |
| 3            | Sloclap                                |
| 2            | 2K                                     |
| 2            | Bungie                                 |
| 2            | Devolver Digital                       |
| 2            | DotEmu                                 |
| 2            | Epic Games                             |
| 2            | Funcom                                 |
| 2            | Riot Games                             |
| 2            | Ubisoft                                |
| 2            | Valve                                  |
| 2            | Xbox Game Studios                      |

#### Múltiples premios
God of War: Ragnarök lideró el certamen con seis victorias, seguido de Elden Ring con cuatro, y Final Fantasy XIV y Stray con dos cada uno. Sony Interactive ganó un total de siete premios, seguida de Bandai Namco Entertainment y Nintendo con cuatro cada una.
| Candidaturas | Juego                |
| ------------ | -------------------- |
| 6            | God of War: Ragnarök |
| 4            | Elden Ring           |
| 2            | Final Fantasy XIV    |
| 2            | Stray                |

| Candidaturas | Editor                         |
| ------------ | ------------------------------ |
| 7            | Sony Interactive Entertainment |
| 4            | Bandai Namco Entertainment     |
| 4            | Nintendo                       |
| 2            | Annapurna Interactive          |
| 2            | Square Enix                    |

## Presentadores y artistas

### Presentadores
Las siguientes personas, enumeradas por orden de aparición, presentaron premios o trailers. Todos los demás premios fueron presentados por Keighley o Goodman.
| Nombre             | Papel                                                               |
| ------------------ | ------------------------------------------------------------------- |
| Al Pacino          | Entrega del premio a la mejor interpretación                        |
| Jessica Henwick    | Presentados Daniel Craig y Rian Johnson                             |
| Jessica Henwick    | Entrega del premio al mejor juego independiente debutante           |
| Daniel Craig       | Presentados los nominados al mejor juego independiente debutante    |
| Rian Johnson       | Presentados los nominados al mejor juego independiente debutante    |
| Cameron Monaghan   | Presentado el tráiler gameplay de Star Wars Jedi: Survivor          |
| Hideo Kojima       | Presentado el tráiler de anuncio de Death Stranding 2               |
| Rahul Kohli        | Entrega del premio a la mejor narrativa                             |
| Ken Williams       | Entrega del premio Games for Impact                                 |
| Roberta Williams   | Entrega del premio Games for Impact                                 |
| Joe Mad            | Presentado el tráiler de anuncio de Wayfinder                       |
| Aurora             | Presentado el tráiler del concierto virtual de Sky: Niños de la Luz |
| Jenova Chen        | Presentado el tráiler del concierto virtual de Sky: Niños de la Luz |
| Troy Baker         | Entrega del premio al mejor juego de acción                         |
| Ashley Johnson     | Entrega del premio al mejor juego de acción                         |
| Pedro Pascal       | Entrega del premio al mejor juego de acción                         |
| Bella Ramsey       | Entrega del premio al mejor juego de acción                         |
| Sokichi Shimooka   | Presentado el tráiler de revelación de Blue Protocol                |
| Keegan-Michael Key | Presentado el primer clip de Super Mario Bros.: la película         |
| Animal             | Entrega del premio a la mejor partitura y música                    |
| Crash Bandicoot    | Presentado el tráiler de anuncio de Crash Team Rumble               |
| Fuslie             | Entrega del premio a la Innovación en Accesibilidad                 |
| Valkyrae           | Entrega del premio a la Innovación en Accesibilidad                 |
| Kerby Joe Grubb    | Presentado el tráiler de anuncio de Crime Boss: Rockay City         |
| Michael Madsen     | Presentado el tráiler de anuncio de Crime Boss: Rockay City         |
| Damion Poitier     | Presentado el tráiler de anuncio de Crime Boss: Rockay City         |
| Reggie Fils-Aimé   | Entrega del premio a la mejor dirección de juego                    |
| Naoki Yoshida      | Presentado el tráiler «Revenge» de Final Fantasy XVI                |
| Josef Fares        | Entrega del premio al Juego del año                                 |

### Artistas
Las siguientes personas o grupos interpretaron números musicales.
| Nombre                      | Canción               | Juego(s)               |
| --------------------------- | --------------------- | ---------------------- |
| Hozier                      | «Blood Upon the Snow» | God of War: Ragnarök   |
| Bear McCreary               | «Blood Upon the Snow» | God of War: Ragnarök   |
| Halsey                      | «Lilith»              | Diablo IV              |
| Orquesta de los Game Awards | Juego del año         | A Plague Tale: Requiem |
| Orquesta de los Game Awards | Juego del año         | Elden Ring             |
| Orquesta de los Game Awards | Juego del año         | God of War: Ragnarök   |
| Orquesta de los Game Awards | Juego del año         | Horizon Forbidden West |
| Orquesta de los Game Awards | Juego del año         | Stray                  |
| Orquesta de los Game Awards | Juego del año         | Xenoblade Chronicles 3 |

## Audiencia y recepción

### Candidatos
Varios periodistas y espectadores se sorprendieron al ver que Xenoblade Chronicles 3 estaba nominado a varios premios, en particular al de Juego del Año, debido a los desaires que había recibido anteriormente el género de los juegos de rol japoneses; Jordan Gerblick de GamesRadar+ lo definió como el caballo negro del programa. La nominación de Elden Ring a la Mejor Narrativa recibió respuestas dispares, con algunos elogiando la sutil narración y otros señalando que el juego carecía de una narrativa buena o adecuada; William Hughes de The A.V. Club, opinó que nominar a Elden Ring junto a la narrativa tradicional de God of War: Ragnarök y la poco tradicional Immortality era «simplemente suplicar que todo el ejercicio se viniera abajo». Varios periodistas consideraron inapropiada la nominación de Sifu como mejor juego de lucha, ya que se trata de un juego de acción. Jonas Hoeger de 4Players criticó a los nominados a mejor juego para móviles Diablo Immortal, Genshin Impact y Tower of Fantasy por sus manipuladores sistemas de microtransacciones, y al nominado a mejor juego multijugador Overwatch 2 por su problemático lanzamiento en acceso anticipado. En su opinión, el Mejor Juego Familiar se ha visto superado por los juegos de Nintendo y su título no es representativo de sus nominados, algunos de los cuales son juegos para un solo jugador.
Eric Van Allen de Destructoid elogió las nominaciones de Citizen Sleeper y Vampire Survivors. Andy Chalk de PC Gamer cree que Immortality ha sido pasado por alto en la categoría de mejor juego independiente, y que la categoría de mejor juego de simulación/estrategia podría necesitar una revisión debido a la «extraña» agrupación de juegos como Mario + Rabbids Sparks of Hope, Two Point Campus y Victoria 3. Eric Switzer de TheGamer ha nombrado Ghostwire: Tokyo, Hardspace: Shipbreaker y Sonic Frontiers fueron los mayores desaires y escribió que el periodo de elegibilidad hizo que juegos como Pentiment y Somerville —que salieron después de que se anunciaran los nominados pero antes de la fecha límite— fueran pasados por alto. Mike Minotti de VentureBeat pensaba que la banda sonora de Final Fantasy XIV: Endwalker había sido desairada —probablemente debido a su lanzamiento en diciembre de 2021— y esperaba que Live A Live hubiera recibido más nominaciones. Aidan Connor de Game Rant cree que las nuevas categorías de juegos de terror y roguelike son necesarias para dar reconocimiento a títulos independientes como Rogue Legacy 2 y Signalis, respectivamente. Sisi Jiang de Kotaku consideró insultante la categoría de Juegos de Impacto, tanto por asumir que los juegos AAA no son impactantes como por actuar como un «premio de consolación» para los juegos indie.
John Saavedra de Den of Geek cree que las nominaciones de A Plague Tale: Requiem y Stray representaban un cambio en la industria hacia los juegos más pequeños, respaldado por la victoria de It Takes Two en 2021. Willa Rowe de Inverse opinaba que la línea entre los juegos independientes y los «AA» se había difuminado, y que «juego indie» se había convertido más en un término estilístico que en un rasgo mensurable, citando juegos independientes de pequeño presupuesto como Citizen Sleeper y I Was a Teenage Exocolonist, pasados por alto debido a la popularidad y los mayores presupuestos de editoriales indie como Annapurna Interactive y Devolver Digital. Stacey Henley de TheGamer también consideró que las nominaciones de Stray estaban desequilibradas debido a su impulso comercial por parte de Sony, y opinó que ponía de manifiesto un fallo en la jerarquía de categorías: su nominación a Juego del Año significaba que ganaría el menos prestigioso Mejor Juego Indie, lo que a su vez significaba que ganaría el Mejor Juego Indie Debutante. Sean Murray de TheGamer consideró sorprendente la nominación de A Plague Tale: Requiem al galardón de Juego del Año, calificándolo de «secuela convincente» que se ve perjudicada por una mecánica de juego infrautilizada y un pobre acto final. Del mismo modo, Rachel Kaser de VentureBeat aunque disfrutó con el juego, consideró que la nominación de Stray estaba fuera de lugar y opinó que Tunic habría sido más apropiado.

### Ceremonia

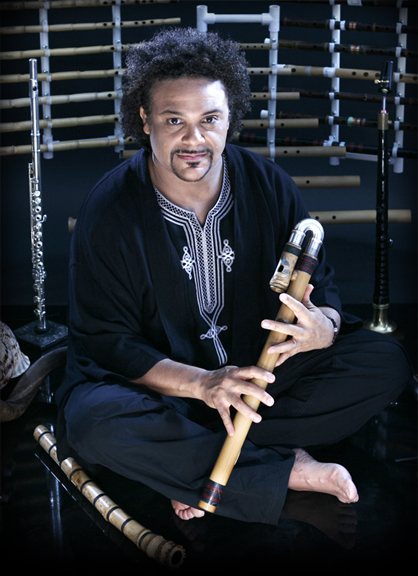
El músico Pedro Eustache, apodado «el chico de la flauta», recibió la atención de los medios por su actuación como parte de la orquesta de los Game Awards.

Todd Martens de Los Angeles Times criticó el regreso del programa a «un vacío de marketing» con escasa referencia a los acontecimientos en curso, a diferencia de la declaración de Keighley el año anterior denunciando el acoso laboral. Disfrutó de algunos de los momentos que «cortaron el ruido», como la presentación de Games for Impact por Ken y Roberta Williams y el posterior discurso ganador de la directora de As Dusk Falls, Caroline Marchal. Colantonio de Digital Trends también consideró decepcionante la falta de concentración en los premios, y se fijó en el teleprompter, que pedía a los ganadores que concluyeran sus discursos casi instantáneamente. Citó un momento especialmente descorazonador en el que Keighley anunció los ganadores de varias categorías importantes en rápida sucesión y «en un instante y con la misma rapidez» emitió un tráiler de Call of Duty: Modern Warfare II. Zion Grassl de Nintendo Life opinó que los ganadores salieron demasiado rápido del escenario. Kaare Eriksen de Variety identificó la creciente codependencia de la serie con Hollywood a pesar de sus intentos de resaltar la validez artística del medio, citando la aparición de Al Pacino, el anuncio de Idris Elba en Cyberpunk 2077 y la presentación de la Mejor Adaptación ganada por Netflix.
Shannon Liao de The Washington Post informó de que el público presencial estaba «visiblemente aburrido y algunos parecían somnolientos» en la última hora del programa. Kaser de VentureBeat calificó el acto de satisfactorio pero previsible, alabando la aparición de Pacino y las bromas de Animal con Bear McCreary. Lewis Gordon y Keza MacDonald de The Guardian consideraron que, al igual que en años anteriores, la ceremonia siguió centrándose demasiado en los anuncios en lugar de en los premios: 20 de los 32 ganadores fueron coronados entre anuncios y sin discursos de aceptación. MacDonald escribió que el programa carecía de un enfoque específico entre los premios y los anuncios, que, en su opinión, «se sientan incómodamente juntos». A Gordon le parecieron poco divertidos algunos sketches y excesivos los trailers, y se mostró a favor de los momentos sin guion para evitar la naturaleza comercial del programa, citando el largo discurso de aceptación de Christopher Judge; Claire Jackson de Kotaku también opinó que Judge «robó» el espectáculo, y Dean Takahashi de VentureBeat lo describió como «un momento hermoso». Takahashi escribió que el espectáculo «tenía algo para todos los gustos» y consideró que Hades II y Judas eran las mayores sorpresas.
Noelle Warner de Destructoid que asistió al espectáculo para ocupar un asiento, consideró que el impresionante valor de la producción realzaba el ambiente de los anuncios y las actuaciones, aunque señaló que el evento se alargó más de lo previsto. Nathan Brown de Video Games Chronicle se mostró sorprendido por lo bien que le había parecido la gala, citando los anuncios, las actuaciones y los ganadores, aunque se mostró decepcionado por el énfasis en el marketing por encima de los premios y la falta de atención hacia los juegos independientes; recomendó que en futuras ceremonias se prescinda del premio al mejor juego independiente y se amplíen otras categorías para representar mejor a los desarrolladores independientes. Cat Bussell de TechRadar alabó la calidad fresca y única de los juegos anunciados en la feria, pero consideró que los ganadores seguían limitados por el tradicionalismo a pesar de su calibre. Sammy Barker de Push Square pensó que el espectáculo había alcanzado todo su potencial, alabando el ritmo, la duración, las revelaciones y el equilibrio entre anuncios y premios, aunque cuestionó la necesidad de categorías como los premios a los deportes electrónicos cuando siguen recibiendo poca publicidad. Del mismo modo, Cale Michael de Dot Esports consideró que las categorías de deportes electrónicos se pasaban por alto continuamente, señalando que los ganadores se anunciaban en 72 segundos durante el preshow, mientras que el discurso de Judge duraba unos ocho minutos.
Antes de la gala, Alyssa Mercante de Kotaku destacaba la mala moda de anteriores ceremonias de los Game Awards como muestra de la falta de representación de la industria. El discurso suscitó respuestas del presidente de Nintendo of America, Doug Bowser, y del ejecutivo de Microsoft Phil Spencer, y Mercante y otros periodistas reconocieron que supuso una mejora de la moda en la edición de 2022; entre los asistentes que recibieron especiales elogios se encontraban Aurora, Fuslie, Hideo Kojima y Valkyrae. El músico Pedro Eustache, apodado «el chico de la flauta», recibió la atención de los medios de comunicación por su entusiasta interpretación de la flauta y su habilidad para alternar entre instrumentos durante el popurrí del Juego del Año de la orquesta; Eustache, que ha actuado con la orquesta de The Game Awards desde 2017, agradeció al público su respuesta y se disculpó por no usar el shinobue durante la sección del popurrí de Xenoblade Chronicles 3.

### Audiencia

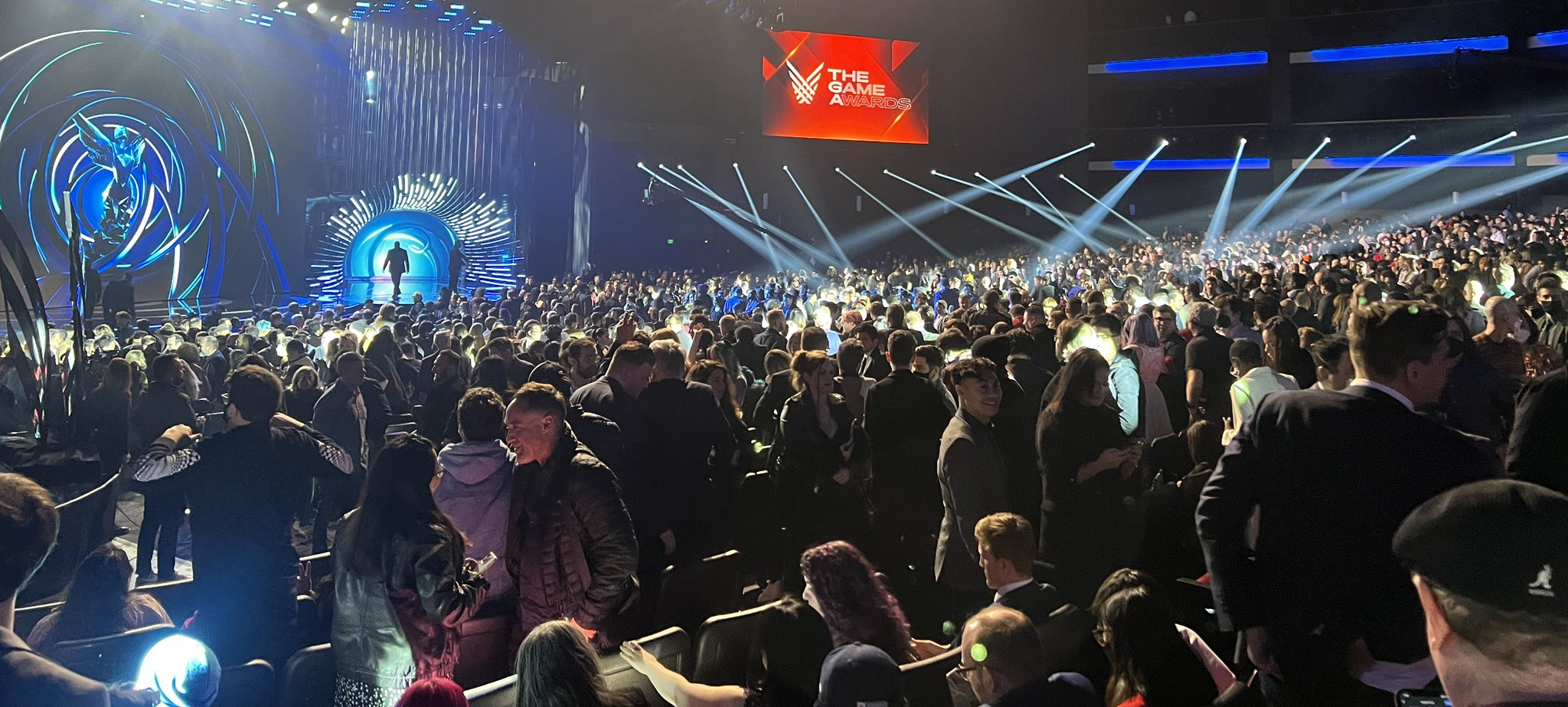
La audiencia presencial de The Game Awards 2022 en el Microsoft Theater

Se calcula que 103 millones de telespectadores siguieron la ceremonia, el mayor número en la historia del programa hasta la fecha y un aumento del 20 % respecto al año anterior. En Twitter se registraron más de 11,5 millones de visualizaciones totales, lo que supuso un aumento del 28 % de los tuits y del 31 % del hashtag #TheGameAwards. Encabezó las tendencias por noveno año consecutivo, con 16 de las 30 principales tendencias relacionadas con el espectáculo, incluidas las cinco primeras. Más de 9,5 millones de espectadores lo vieron en Steam, con un pico de 850.000 visualizaciones simultáneas. En Twitch, el programa alcanzó un máximo de 1,9 millones de espectadores simultáneos (un aumento del 20 %), con 571.000 en el canal oficial. En YouTube, se batió un récord con 1,33 millones de espectadores simultáneos, un 37 % más, y 604.000 en el canal oficial. Fue la ceremonia de los Game Awards más comentada hasta la fecha en las redes sociales, con 308 000 menciones el día del evento, un aumento de casi el 180%; el extenso discurso de Judge obtuvo 12 600 menciones, la interrupción del escenario 10 100, mientras que los tres juegos más mencionados fueron Elden Ring (57 300), God of War: Ragnarök (31 000) y Hades II (20 600). Anteriormente, Keighley había considerado que la edición de 2022 sería la primera en disminuir en número de telespectadores tras ocho años de crecimiento sucesivo, en parte debido al alivio de la pandemia de COVID-19 y al paulatino desinterés por las retransmisiones en directo.